# Legenda judo-ului
Legenda judo-ului este un film japonez din 1943, regizat de Akira Kurosawa.